# Decatur City
Decatur City est une ville du comté de Decatur, en Iowa, aux États-Unis. Elle est incorporée le 8 janvier 1875. 

## Source de la traduction
- (en) Cet article est partiellement ou en totalité issu de l’article de Wikipédia en anglais intitulé « Decatur City, Iowa » (voir la liste des auteurs).